# Crassispira kluthi
Crassispira kluthi är en snäckart som beskrevs av E. K. Jordan 1936. Crassispira kluthi ingår i släktet Crassispira och familjen Turridae. Inga underarter finns listade i Catalogue of Life.